# Glinek, Škofljica
Glinek este o localitate din comuna Škofljica, Slovenia, cu o populație de 92 de locuitori.